# 性的ヒーリング〜其の五〜七〜
『性的ヒーリング〜其の伍〜七〜』（せいてきヒーリング そのご〜なな）は、2019年12月11日にEMI Records Japanより発売された椎名林檎のミュージック・ビデオ集。DVD2枚組（規格品番：UPBH-20256/7）とBlu-ray Disc（規格品番UPXH-20088）の2形態での発売。
同日にはこの作品も同梱されている今までのミュージック・ビデオ集『性的ヒーリング』シリーズが全て収録された『The Sexual Healing Total Orgasm Experience』が同時発売された。

## 概要
本作は今までミュージック・ビデオ集に収録されなかったミュージック・ビデオを『性的ヒーリング』3作品として収録した作品である。（因みに、其の伍に収録されている幾つかの作品は『日出処』の初回盤DVDに収録されている）

## 収録内容

### 『性的ヒーリング〜其ノ伍〜』
1. ありきたりな女
2. いろはにほへと
3. カーネーション
4. NIPPON
5. 自由へ道連れ
6. IT WAS YOU

### 『性的ヒーリング〜其ノ六〜』
1. 人生は夢だらけ
2. 神様、仏様
3. 長く短い祭
4. 青春の瞬き
5. 至上の人生
6. どん底まで
7. 熱愛発覚中

### 『性的ヒーリング〜其ノ七〜』
1. 浪漫と算盤
2. 公然の秘密
3. 鶏と蛇と豚
4. 獣ゆく細道
5. 目抜き通り